# Курило Сергій Володимирович
Сергі́й Володи́мирович Кури́ло (нар. 4 липня 1979, Кривий Ріг, УРСР — пом. 16 березня 2022, Новотошківське, Україна) — український військовик, старший сержант Збройних сил України. Загинув під час російсько-української війни (2022).

## Життєпис
Сергій Курило народився у Кривому Розі. Після закінчення школи навчався у Криворізькому професійному-технічному училищі № 86. Протягом 1997—1999 років проходив строкову службу в Збройних силах України.
З 1999 року працював на підприємстві «Криворіжсталь», згодом обіймав посаду слюсаря-ремонтника у ТОВ «Домнасервіс». 31 січня 2005 року розпочав працювати на Криворізькому залізорудному комбінаті учнем прохідника на дільниці гірничо-капітальних робіт № 6 шахтобудівельного управління. Протягом 2007—2011 років працював у ВАТ «Суха Балка» та на ПП «Світекс». З 2011 року — прохідник дільниці гірничо-капітальних робіт проходки шахти «Гвардійська» ШБУ.
З 31 липня 2014 року до 3 вересня 2015 брав участь в антитерористичній операції у Донецькій та Луганській областях України.
25 лютого 2022 року, після початку масштабного вторгнення Росії до України, Сергія Курила було мобілізовано до 3-го розвідувального відділення 2-го розвідувального взводу розвідувальної роти 17-ї отбр (в/ч А3283).
Загинув 16 березня 2022 року в Новотошківському Луганської області. Без чоловіка залишилася дружина Світлана, без батька — син Назар.
Сергія Курила поховано на Алеї Слави Центрального цвинтаря у Кривому Розі.

## Відзнаки та нагороди
Державні нагороди
- Відзнака Президента України «За участь в антитерористичній операції»
- Нагрудний знак «Учасник АТО»
- Нагрудний знак «Гвардія»
- Медаль Криворізької міської ради «За заслуги перед містом» ІІІ ступеня

Недержавні нагороди
- Медаль «За оборону рідної держави» (ВГО «Країна»)
- Медаль «За службу державі» (ВГО «Країна»)
- Медаль «Ветеран війни» (ВГО «Країна»)